# ژورنال دو تهران
ژورنال دو تهران (به فرانسوی: Journal de Téhéran) یک روزنامه فرانسوی‌زبان چاپ تهران بود که مؤسسه اطلاعات آن را منتشر می‌کرد. به نوشته دانشنامه ایرانیکا نخستین شماره این روزنامه در تاریخ ۲۴ اسفند ۱۳۱۴ و به نوشته جام جم آنلاین و سایت نمایندگی مؤسسه اطلاعات در اصفهان از ۱۳۱۳ آغاز شد. این روزنامه نخستین روزنامه به زبان فرانسه بود که در ایران چاپ می‌شد. انتشار این روزنامه تا سال ۱۳۵۸ ادامه داشت، تا این که در سال ۱۳۸۴ مجلّهٔ روو دو تهران به فرانسه چاپ شد و مؤسسه اطلاعات بار دیگر صاحب نشریه‌ای فرانسوی‌زبان شد.